# Rodrigo Triana
Rodrigo Triana (Praga, 5 de desembre de 1963) és un guionista i director de cinema i televisió colombià.

## Biografia
Rodrigo Triana és fill de Jorge Alí Triana on va estudiar direcció de cinema i televisió amb èmfasi de guionista i realitzador, va debutar com a director de pel·lícules Como el gato y el ratón i Soñar no cuesta nada. Entre els seus treballs com a guionista, assistent i realitzador es destaquen a Pasión de gavilanes, Amor sincero, Sala de urgencias i La Niña. El 2016 fou nomenat Director de Ficció de RCN Televisión.

## Televisió
- La Niña (2016)
- Sala de urgencias (2015)
- El estilista (2014)
- Comando elite (2013)
- ¿Dónde está Elisa? (2012)
- Amor sincero (2010)
- Regreso a la guaca (2009)
- La marca del deseo (2007)
- El baile de la vida (2005)
- Lorena (2004)
- Pasión de gavilanes (2003)
- La venganza (2002)
- Dos mujeres (1997)

## Filmografia
- Tuya, mía… te la apuesto (2018)
- Como el gato y el ratón (2002)
- Soñar no cuesta nada (2006)

## Premis i nominacions
Premis India Catalina
| Año  | Categoria                       | Telenovel·la o Serie | Resultat  |
| ---- | ------------------------------- | -------------------- | --------- |
| 2017 | Millor director de telenovel·la | La Niña              | Guanyador |
| 2014 | Millor director de telenovel·la | Comando elite        | Nominat   |
| 2013 | Millor director de telenovel·la | ¿Dónde está Elisa?   | Nominat   |
| 2011 | Millor director de telenovel·la | Amor sincero         | Nominat   |
| 2010 | Millor director de telenovel·la | Regreso a la guaca   | Nominat   |

Premis Tv y Novelas
| Any  | Categoria       | Telenovel·la o sèrie | Resultat  |
| ---- | --------------- | -------------------- | --------- |
| 2015 | Millor director | El estilista         | Nominat   |
| 2014 | Millor director | Comando elite        | Nominat   |
| 2004 | Millor director | Pasión de gavilanes  | Guanyador |
| 1998 | Millor director | Dos mujeres          | Nominat   |